# Cathédrale Saint-Basile-le-Bienheureux de Moscou
Pour les articles homonymes, voir cathédrale de l'Intercession et église Saint-Basile.
La cathédrale de l'Intercession de la Très sainte Mère de Dieu (en russe : Собор Покрова Пресвятой Богородицы, что на Рву), appelée depuis le tsar Fédor Ier cathédrale Basile-le-Bienheureux ou Saint-Basile (en russe : Собор Василия Блаженного), est une cathédrale à Moscou en Russie.
Sa construction a commencé en 1555 et son inauguration a eu lieu en 1561.
Elle se trouve sur la place Rouge de Moscou. Aujourd'hui, elle est le symbole de l'architecture traditionnelle russe.

## La cathédrale Saint-Basile-le-Bienheureux
À l'est de la tour du nul(Tour Spasskaïa  - Спасская башня), sur la voie qui descend vers la Moskova (Москва-река), sur une terrasse artificielle ovale, se dresse l'un des chefs-d'œuvre de l'architecture moscovite : l'église de l'Intercession de la Très sainte Mère de Dieu sur le Fossé, plus connue sous le nom de Saint-Basile-le-Bienheureux. On l'appelle aussi communément Saint-Basile puisqu'elle abrite le tombeau de Basile le Bienheureux dans une chapelle latérale adjointe par Postnik Yakovlev en 1588.

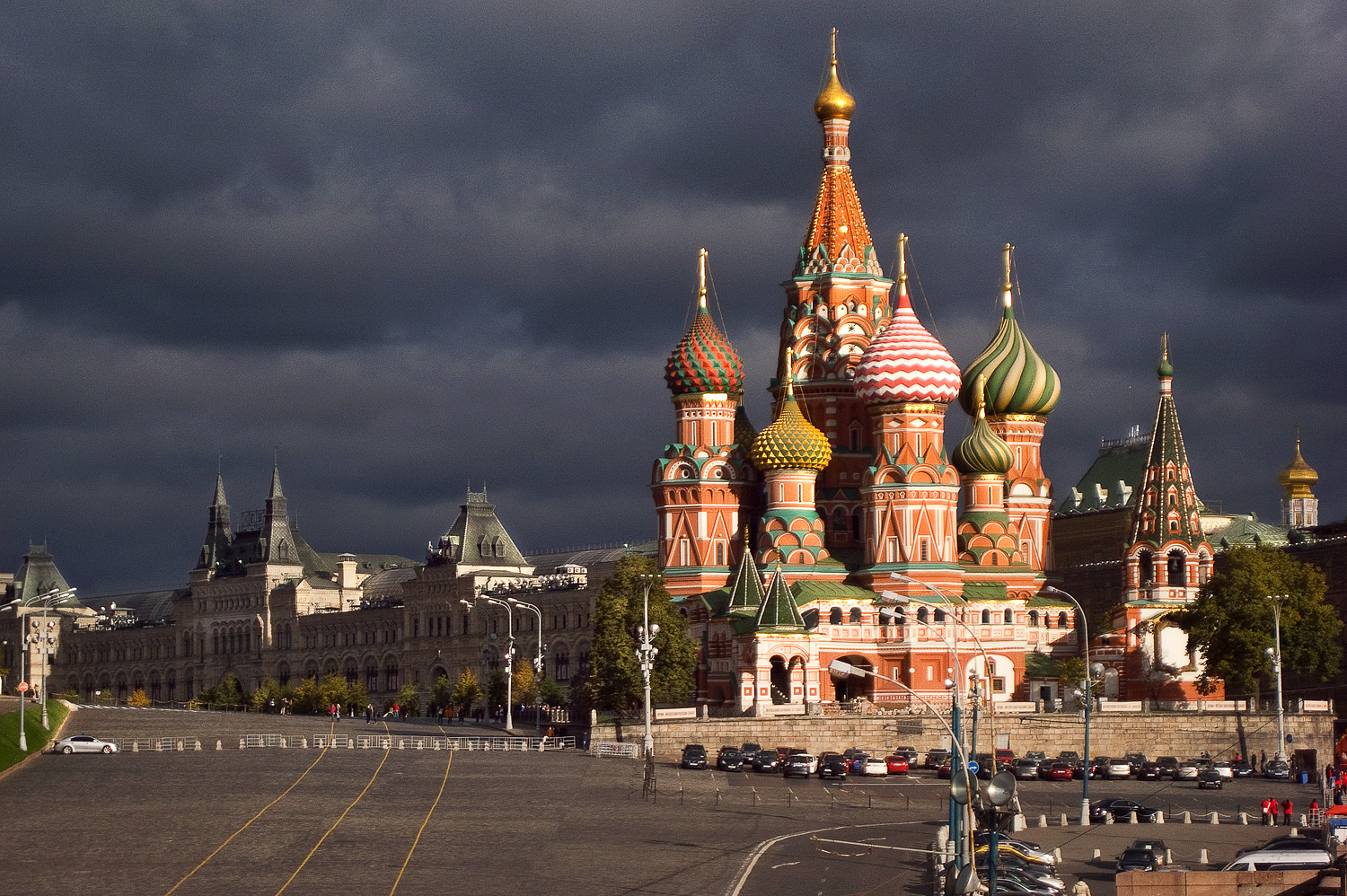
Cathédrale Basile-le-Bienheureux de Moscou.
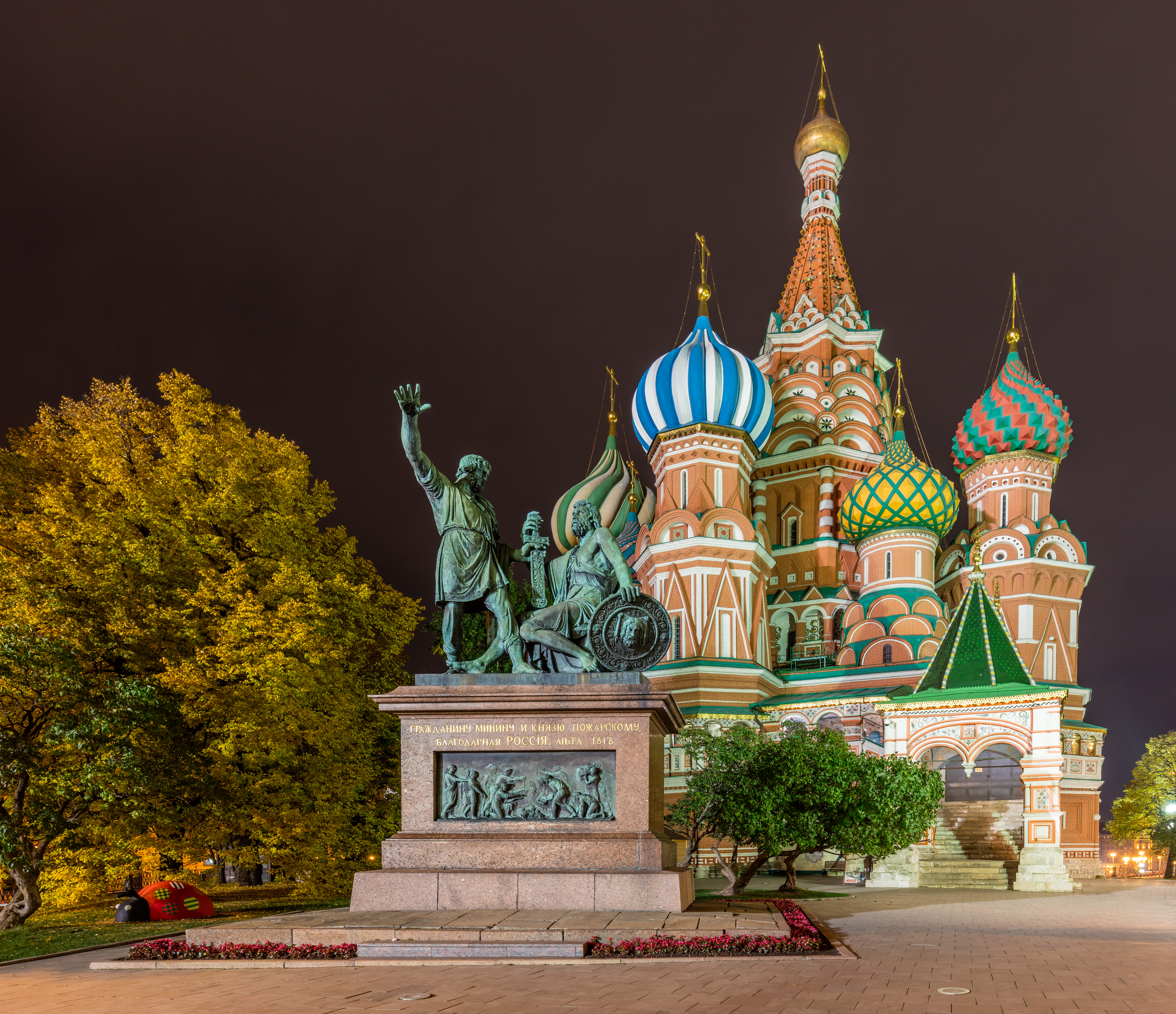
Autre vue.
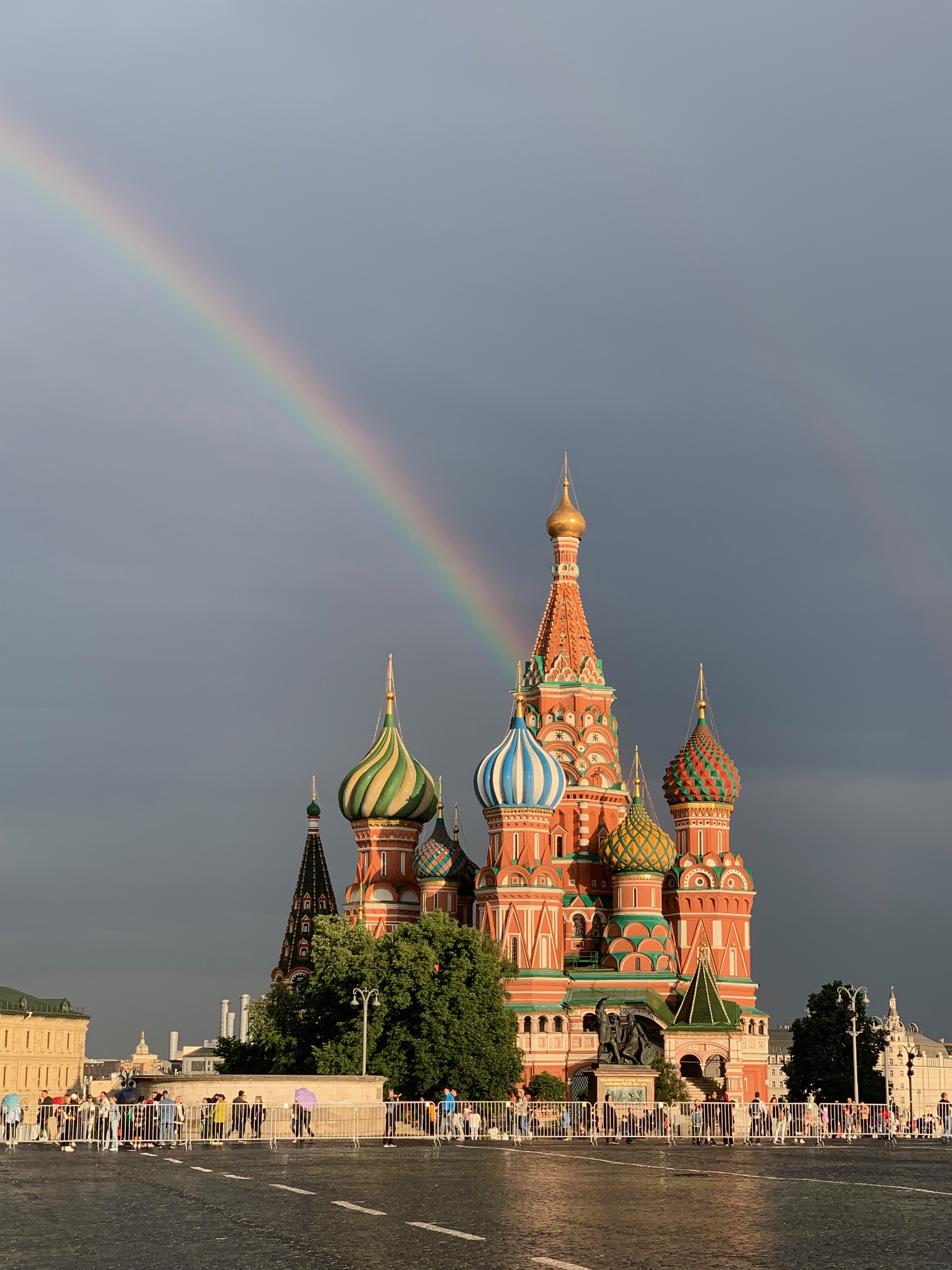
Arc-en-ciel au-dessus de la cathédrale Saint-Basile-le-Bienheureux.

C'est pour célébrer la prise de Kazan par les troupes russes que le tsar Ivan IV ordonna la construction d'un édifice qui, à l'origine, devait être entouré de sept chapelles consacrées, chacune au saint dont la fête correspondait aux évènements les plus marquants du siège.
Après la victoire de 1552, une église en bois est élevée sur la place du marché, près du Kremlin (Кремль) et, en 1555-1560, elle est remplacée par une église en brique construite par un architecte de Pskov, Postnik Yakovlev, surnommé « le Faiseur de Villes », et Jacques Baram. Comme le dit la Chronique brève, « contrairement aux ordres reçus », ils conçurent l'église selon leur propre conception de la symétrie. Les travaux durèrent cent vingt-cinq ans et l'édifice connut de nombreux remaniements : les escaliers furent couverts, les paliers surmontés de toits pointus, les bulbes ornés de motifs saillants. Un neuvième oratoire fut élevé sur la tombe du fol-en-Christ le bienheureux Basile et dont le nom finit par s'imposer à toute l'église.
En 1680, sur ordre du tsar Fédor III et du patriarche Joachim, on détruisit toutes les vieilles églises en bois délabrées qui se trouvaient sur la place Rouge mais on installa de nouvelles chapelles (jusqu'à vingt) autour de l'église de l'Intercession. C'est alors qu'elle fut peinte et couverte de décors de fer et de tuiles tels que nous les voyons aujourd'hui. Avec le temps, une grande partie des chapelles disparut et, en 1783, il n'en restait plus que onze. En septembre 1918, le doyen de l'Église fut fusillé, les biens confisqués, toutes les cloches refondues et l'Église fermée. Dans les années 1930, Lazare Kaganovitch proposa de démolir l'église de l'Intercession pour dégager la place afin de faciliter la circulation automobile sur la place Rouge.
L'église de l'Intercession est aujourd'hui connue sous le nom de Saint-Basile-le-Bienheureux (Васи́лий Блаже́нный). ce dernier était un Fol-en-Christ né, selon la tradition, en 1469. Il se rallia vers l'âge de seize ans à cette forme de vie chrétienne. Toute sa vie, il vécut nu ou chichement vêtu et d'aumônes. Après sa mort, survenue en 1557, il fut inhumé à côté de l'église de l'Intercession et on édifia en 1588 sur sa tombe un oratoire où venaient prier tous ceux qui sollicitaient la protection du défunt.
Avec le temps, sa gloire et sa sainteté éclipsaient le souvenir de la prise de Kazan, et l'église de l'Intercession fut, dès lors, de plus en plus souvent désignée sous le nom de Basile-le-Bienheureux. Le tsar Fédor Ier (Фёдор I Иоаннович) plaça, au-dessus des reliques du corps du saint, une châsse d'argent pur, couverte de dorures et de soieries, sur laquelle fut représenté saint Basile, dans une broderie de pierres précieuses et de perles. Les Polonais pillèrent la châsse au début du XVIIe siècle. Ne subsista qu'un linceul qui recouvre toujours aujourd'hui ses reliques.
En  fut fermée, ses cloches confisquées, et elle devint un musée. Les offices religieux n'ont repris qu'en 1991.
Aujourd'hui, l'église est toujours un musée, mais un office religieux y est célébré chaque dimanche et chaque année, le 14 octobre, selon l'ancien calendrier, le 1er octobre dans le nouveau calendrier, en souvenir de la prise de Kazan par Ivan le Terrible.

## Histoire

### Les hypothèses de la construction
La construction de la cathédrale s'est étendue entre 1555 et 1561, sous le règne d'Ivan IV, dit Ivan le terrible en mémoire de la prise de Kazan et la victoire sur les Tatars du Khanat de Kazan. Plusieurs hypothèses existent quant à qui en fut l'architecte. La version la plus courante attribue l’œuvre à l'architecte Postnik Yakovlev de Pskov, surnommé Barma. Une autre hypothèse largement répandue dit que Postnik et Barma seraient deux architectes distincts mais ayant travaillé ensemble. Mais selon la Revue de l'architecture Soviétique, cette hypothèse est actuellement dépassée. Enfin, il est possible que l'architecte de la cathédrale soit un occidental dont le nom est perdu (peut-être un Italien, puisque des Italiens édifièrent un grand nombre de bâtiments du Kremlin), ce qui expliquerait le style si unique alliant les traditions architecturales russes et européennes de la Renaissance. Mais cette version n'est confirmée par aucune source documentaire précise.
Selon la légende, face à une telle beauté, le tsar ordonna que l'on crève les yeux des architectes Barma et Postnik, pour qu'ils ne puissent pas reproduire un tel édifice. Cependant, si Postnik était un des auteurs de la cathédrale, il ne fut probablement pas aveuglé puisqu'il participa aux travaux du kremlin de Kazan quelques années plus tard.

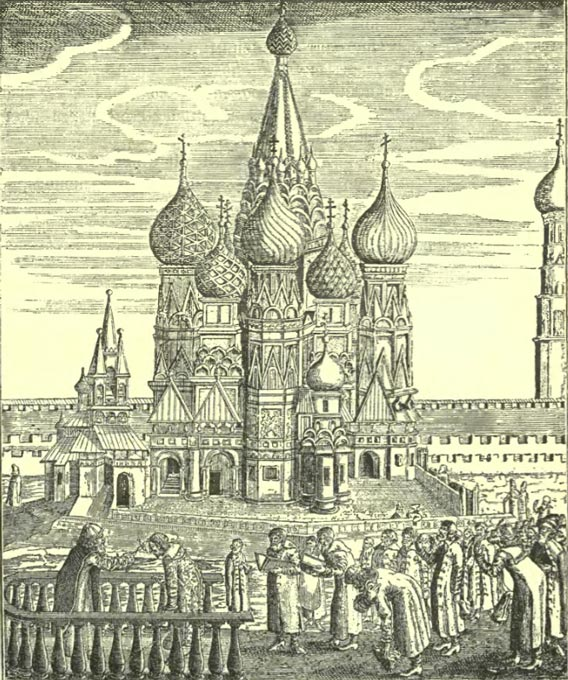
Gravure représentant la cathédrale (XVI).

### Rénovations
Comme dans beaucoup de villes à cette époque, les structures des bâtiments de Moscou étaient faites de bois. Par conséquent, les incendies étaient fréquents et ont nui à la cathédrale. C'est pour cela que dès la fin du XVIe siècle des travaux de rénovation ont été entrepris. Sur l'étendue de plus de quatre siècles d'histoire du monument, de nombreux travaux semblables ont été faits, et ont inévitablement changé son aspect, s'adaptant à chaque fois aux idéaux esthétiques du moment. Par exemple, c'est en 1583, à la suite d'un incendie, que les dômes furent remplacés par les bulbes que nous connaissons aujourd'hui. Cependant, ils ne furent peints de plusieurs couleurs qu'en 1670.
En 1737, le nom de l'architecte Ivan Mitchourine est mentionné pour la première fois dans les documents de la cathédrale. Celui-ci dirigeait les travaux de la rénovation de l'architecture et des intérieurs de la cathédrale après l'incendie « de la Trinité » (Troïtski) survenu en 1737.
Les importants travaux de réparation suivants ont été réalisés dans la cathédrale entre 1784 et 1786 sous la direction de l'architecte Ivan Iakovlev et ordonnés par Catherine II.
Entre 1900 et 1912, la restauration de l'édifice a été réalisée par l'architecte Sergueï Soloviov.
Dans les années 1920, les travaux de restauration et de rénovation étaient dirigés par les architectes Nicolaï Koudrioukov et A. Jeliaboujski.

## Architecture

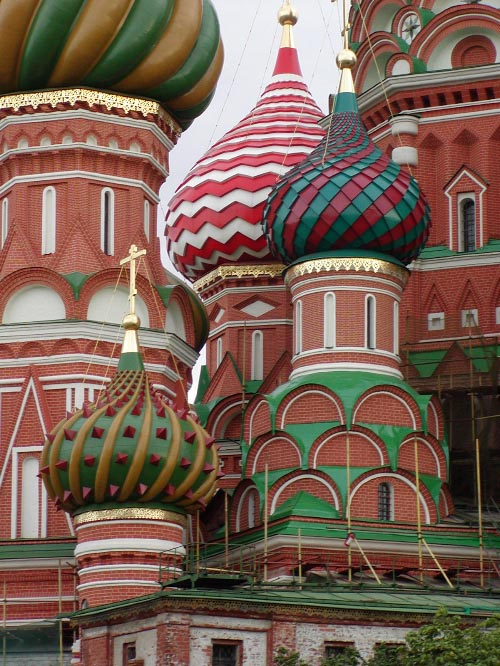
Vue rapprochée de la Cathédrale Saint-Basile.

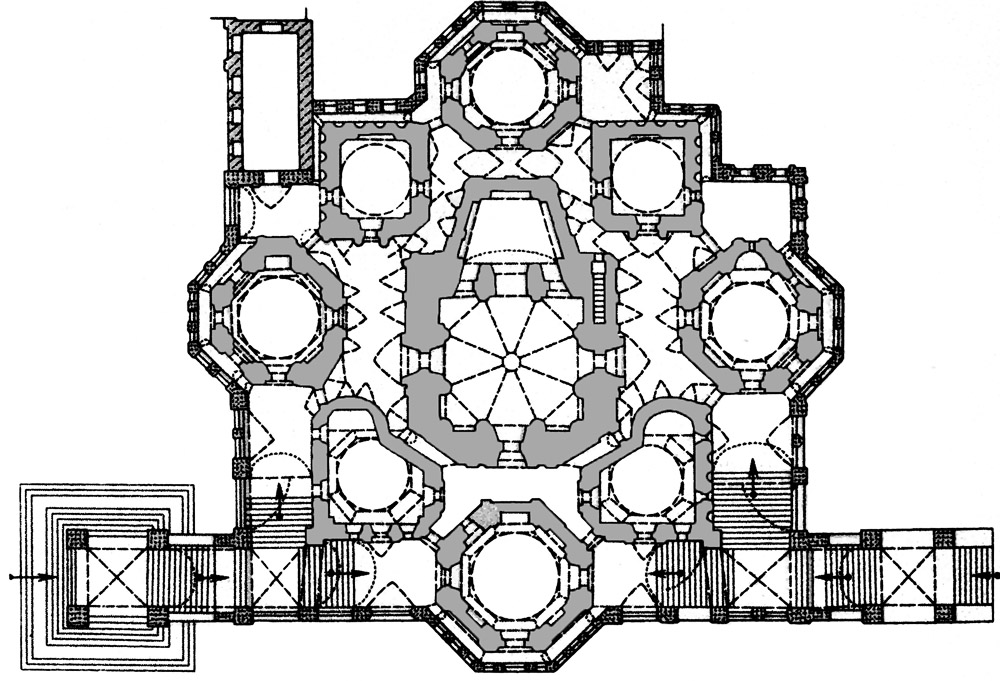
Plan intérieur de la cathédrale, avec les différentes églises et chapelles.

Le point culminant de l'édifice s'élève à 65 m. La cathédrale est ornée de neuf coupoles principales (en accord avec le nombre de chapelles) ainsi qu'une autre sur le campanile, chacune se distinguant des autres par une forme, des ornements et des couleurs propres et vives. Le bâtiment lui-même est essentiellement construit en brique rouge, souvent apparente. À l’origine l’église était entièrement blanche et ses coupoles dorées, mais les travaux de reconstruction aux XVIe et XVIIe siècles ont complètement modifié et embelli son apparence.
La cathédrale est orientée à angle droit par rapport à l'axe de la Place rouge, ce qui lui donne une apparence asymétrique, voire chaotique sur les photos. Vue depuis l'ouest, on remarque toutefois la symétrie de la construction, qui se retrouve aussi à l'intérieur. L'église principale, de forme carrée, est surmontée par un octogone se rétrécissant vers le haut et couronné par une coupole dorée. Quatre tours moyennes de forme octogonale entourent l'église principale dans la direction des quatre points cardinaux. Les quatre petites tours sont carrées et intercalées entre les tours moyennes, donnant au bâtiment une forme d'étoile à huit branches.
La cathédrale est en fait composée de huit églises séparées, chacune ornée d'une tour. Les huit chapelles annexes symbolisent huit batailles lors de la prise du Khanat de Kazan. Chacune des chapelles honore donc le jour saint ou le saint russe représentant le jour de ces victoires :
- la Pentecôte ;
- en l'honneur de saint Nicolas de Myre ;
- le dimanche des Rameaux ;
- en l'honneur de sainte Natalya (en russe : Святая Наталия) ;
- saint Jean l'Aumônier ;
- Alexandre Svirski (en russe : Александр Свирский) ;
- saint Varlaam de Khoutyne ;
- saint Grégoire l'Illuminateur.

Chacune de ces huit chapelles (quatre axiales et quatre plus petites entre chacun des axes) est couronnée d'un clocher à bulbe, entourant un neuvième, plus gros, qui les surplombe. Ce dernier orne l'église centrale, érigée en louange à l'Intercession de la Mère de Dieu. L'ensemble des neuf églises sont unies par les fondations, la galerie latérale (autrefois non couverte) ainsi que par les passages intérieurs voûtés.
En 1588, au nord-est de la cathédrale, fut construite une dixième chapelle consacrée en l'honneur de Basile le Bienheureux (1469-1552), qui donna la deuxième appellation de la cathédrale. À cette chapelle en est accolée une autre honorant la Nativité de Marie, dans laquelle fut enterré, en 1589, saint Jean de Moscou (en russe : Иоанн Московский), un Fol-en-Christ (au départ, la chapelle était consacrée en l'honneur de la fête russe de la Déposition de sa robe aux Blachernes, mais elle fut reconsacrée en 1680). C'est dans les années 1670 qu'on construisit le campanile surmonté d'un toit de forme pyramidal.
La cathédrale a été restaurée de nombreuses fois. Au XVIIe siècle a été réalisé un travail monumental sur la décoration de la cathédrale. Alors que l'église était entièrement blanche et ses coupoles dorées, commence l'élaboration ingénieuse de la décoration multicolore des bulbes ainsi que la peinture ornementale intérieure et extérieure. De plus, on y ajouta les annexes asymétriques et les tentes sur le toit des perrons latéraux.
L'archiprêtre Ivan Vostorgov, dernier doyen de la cathédrale (avant la révolution d'Octobre 1917), fut fusillé le 23 août 1919. L'église fut ensuite mise à la disposition des communautés rénovationnistes.

### Sous-sol

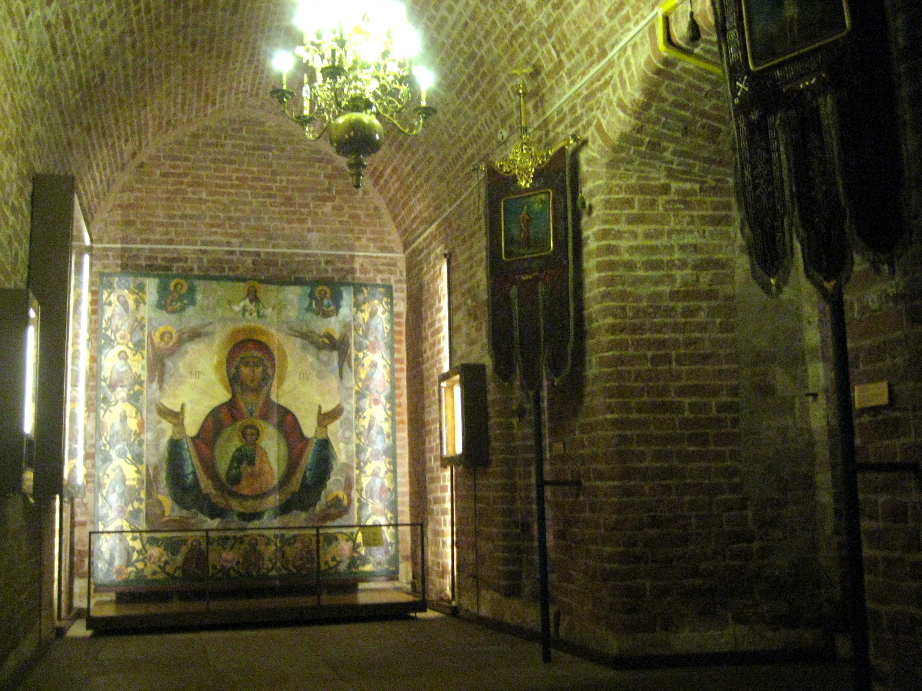
L'icône « Notre-Dame du Signe » dans les sous-sols de la cathédrale.

Les églises et les galeries se fondent en une infrastructure commune, le soubassement, qui forme plusieurs salles. Les solides murs en briques du soubassement (jusqu'à 3 mètres l'épaisseur) sont couverts par des voûtes imposantes. La hauteur de plafond s'élève à près de 6,5 mètres.
La structure nord du sous-sol est unique pour une construction du XVIe siècle. En effet, sa voûte en anse de panier, étendue sur une grande longueur, n'est soutenue par aucune colonne. Les murs sont percés d'ouvertures étroites servant de bouches d'aération. Le matériau de construction dit « respirant », qu'est la brique, assure un microclimat privilégié à la salle à n'importe quelle saison de l'année.
Autrefois, les sous-sols n'étaient pas accessibles aux paroissiens, et les niches profondes étaient utilisées comme dépôts. On les fermait par des portes dont il ne reste aujourd'hui que les charnières.
Jusqu'en 1595, les sous-sol de la cathédrale protégeaient le trésor du tsar et les Moscovites aisés y apportaient aussi leurs biens.
On y accédait par un petit escalier intérieur en pierres blanches se trouvant dans l'église centrale de Notre-Dame. Seuls les hommes d'église en connaissaient l'existence. Cet accès étroit a été condamné par la suite. On ne redécouvrit cet escalier secret que lors d'une restauration en 1930.
Dans l'enceinte du sous-sol sont exposés les icônes de la cathédrale. La plus vieille d'entre elles est l'icône « Saint-Basile-le-Bienheureux » datant de la fin du XVIe siècle et réalisée spécialement pour cette église. Deux icônes datant du XVIIe siècle y sont aussi exposées, « Intercession de la Mère de Dieu » et « Notre-Dame du Signe ». Cette dernière est une réplique de l'icône présente sur la façade ouest de la cathédrale.

### Le campanile

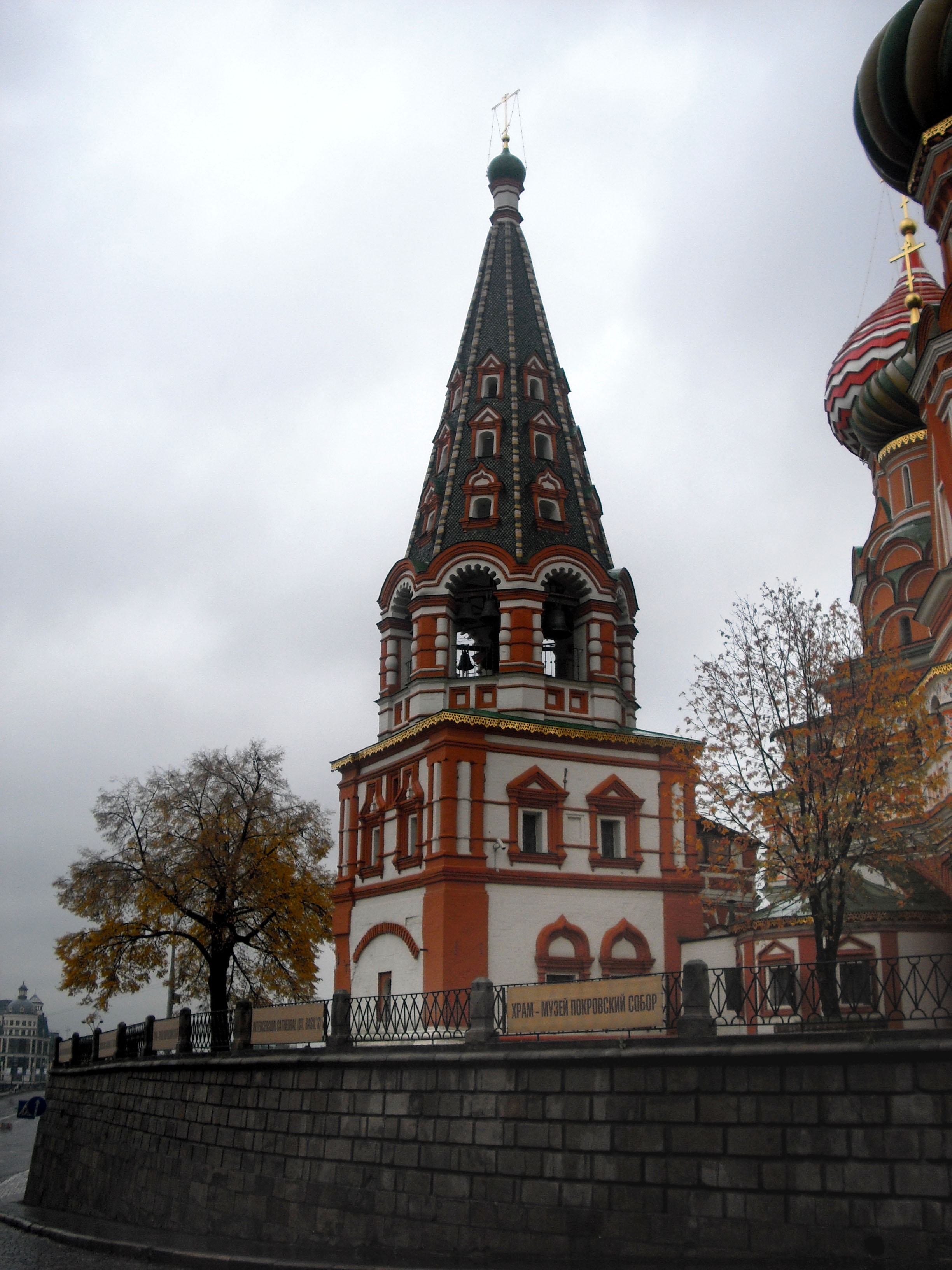
Le campanile.

Le campanile actuel fut construit à la place d'un ancien clocher. Vers la deuxième moitié du XVIIe siècle, le vieux clocher se délabra et fut alors hors d'usage. C'est en 1680 qu'il fut remplacé par le campanile qui s'y trouve encore aujourd'hui.
Le campanile est composé d'un bâtiment cubique massif, servant de fondation à l'édifice, sur lequel se dresse une structure octogonale, creusée d'une ouverture à arc plein-cintre sur chacune de ses faces. Finalement, la partie haute du campanile est une flèche à huit versants. Chaque arête de la toiture est ornée de carreaux multicolores blancs, jaunes, bleus et bruns. Les versants sont couverts de tuiles taillées vertes. Sur chacun de ces versants se trouvent trois ouvertures destinées, dit-on, à l'amplification du son des cloches. Au sommet de la flèche, sur un petit piédestal octogonal, se trouve un bulbe surmonté d'une croix à huit pointes.
À l'intérieur des arcs et de l'ouverture du clocher se trouve le beffroi auquel sont suspendues les cloches coulées par d'éminents maîtres russes entre le XVIIe et XIXe siècles.
En 1990, après une longue période de silence, les cloches retentissent de nouveau.

## Dans la culture populaire
- La cathédrale Saint-Basile peut être construite comme merveille mondiale dans le jeu vidéo Civilization VI (2016).